# 182 Pułk Piechoty (1939)
182 Pułk Piechoty (182 pp) – oddział piechoty Wojska Polskiego, improwizowany w trakcie kampanii wrześniowej.
Pułk walczył w kampanii wrześniowej na szlaku bojowym Grupy/Dywizji „Kobryń”, 60 Dywizji Piechoty „Kobryń”, Samodzielnej Grupy Operacyjnej „Polesie”. W dokumentach sztabowych z działań we wrześniu i październiku 1939 roku posługiwano się numeracją 82 pp II rzutu mobilizacyjnego. W relacjach i wspomnieniach posługiwano się nazewnictwem 82 i 182 pułk piechoty. W okresie powojennym przyjęto nazwę 182 pułk piechoty.

## Formowanie pułku
W związku z mobilizacją alarmową zarządzoną 23 marca 1939 roku i wyjazdem macierzystego 82 pułku piechoty w zachodnie rejony kraju, w garnizonie Brześć nad Bugiem pozostali rekruci wcieleni w marcu oraz niezbędna kadra do szkolenia. Ponadto pozostały drobne pododdziały starszego rocznika do pełnienia służby wartowniczej i obsługi instytucji garnizonowych oraz pozostałości kadry i rezerwistów. Nad pozostałościami 82 pp dowództwo objął mjr Edward Pach (II zastępca dowódcy 82 pp – kwatermistrz). Podczas mobilizacji alarmowej w sierpniu 1939 r. do 82 pułku piechoty 30 Poleskiej Dywizji Piechoty wysłano uzupełnienie ludzi, broni i sprzętu. Dowództwo pozostałości objął ppłk Franciszek Targowski. Z chwilą zarządzenia mobilizacji powszechnej z rezerwistów pułku utworzono batalion marszowy, pozostałości weszły w skład Ośrodka Zapasowego 30 DP w Kobryniu. W dniach 31 sierpnia do 3 września we wsiach w pobliżu Brześcia n/Bugiem zorganizowano dwa bataliony piechoty. Następnie w dniach 4–7 września pułk przemaszerował do wsi w okolice Kobrynia. W dniach 8–9 września prowadzono szkolenie i zgrywanie pododdziałów oraz prowadzono reorganizację tworząc plutony specjalistyczne. 10 września do obrony Twierdzy w Brześciu odmaszerował batalion marszowy kpt. Wacława Radziszewskiego. W reorganizowanym II batalionie brakowało broni i wyposażenia, które sukcesywnie pozyskiwano od rozbitków, broń zespołową piechoty uzyskano z przywiezionej dostawy z magazynów w Stawach pod Dęblinem.  

## Działania bojowe 182 pułku piechoty

### Walki o Kobryń
12 września I batalion pułku został skierowany do obrony przepraw przez rzekę Muchawiec w rejonie miejscowości Turna. Batalion zajął obronę przed nacierającymi w kierunku Kobrynia jednostkami pancerno-motorowymi niemieckiego XIX Korpusu Armijnego. 12 i 13 września II batalion organizował się i zajął obronę w lasku w pobliżu miejscowości Lipowo na zapleczu obrony I batalionu. Od 16 września II batalion po uzyskaniu gotowości bojowej wzmocnił obronę zgrupowania 184 pp mjr. J. Żeleskiego prowadzącego obronę skrzyżowania dróg Brześć–Kowel, Kobryń–Włodawa. Pozostał w tym rejonie do dnia 20 września. 16 września I batalion prowadził walki wysuniętymi placówkami nad brzegiem Muchawca z pancernymi podjazdami wroga. Po stoczeniu walk w obronie Kobrynia 16 i 17 września przez 183 pp i batalion 184 pp, powstrzymaniu dalszego natarcia niemieckiego, Dywizja „Kobryń” rozpoczęła odwrót. Wysunięty na północ I batalion nocą 17/18 września przemaszerował z rejonu obrony nad Muchawcem poprzez Kobryń, Kamień Królewski do Nowosiółek, zajmując w miejscowości obronę. 19/20 września  I batalion wycofał się z Nowosiółek przez Bielsk–Dywin. Dołączył do sił głównych pułku II batalion.    
Następna noc to marsz pułku w siłach głównych Dywizji „Kobryń” do miejscowości Wyżwa Nowa. Następnie 22/23 września I batalion pomaszerował do wsi Borzowa zajmując obronę od strony Kowla. 23/24 września pułk dotarł do miejscowości Ratno. 24 września pododdziały pułku były atakowane przez lotnictwo sowieckie, nocował w miejscowości Krymno. Po wypoczynku 25 września bataliony pułku dotarły do Szacka. W trakcie całego marszu idące w straży przedniej i bocznej pododdziały wspomagane przez kawalerię dywizyjną toczyły potyczki z bandami komunistycznymi lub nacjonalistów ukraińskich. 27 września 182 pułk przeprawił się przez most pontonowy we Włodawie na zachodni brzeg rzeki Bug. Przed przekroczeniem rzeki zwolniono z szeregów część żołnierzy spośród mniejszości narodowych zamieszkałych na wschód od Bugu. Kwaterował pułk nazajutrz w Adampolu i zajął obronę od strony Parczewa i Piasków Luterskich. 29 września do 182 pułku piechoty włączono jako jego III batalion, uformowany kilka dni wcześniej batalion Marynarki Wojennej ze składu marynarzy Flotylli Pińskiej i podchorążych ze Szkoły Podchorążych MW. 29 września I i III bataliony zdobyły w walce wieś Jabłoń, wypierając pododdział piechoty sowieckiej i samochody pancerne. Po zdobyciu miejscowości pułk nocą 29/30 września przegrupował się nocnym marszem do rejonu lasów i wsi Milanów, gdzie I i III bataliony odpoczywały, a II batalion ubezpieczał pułk zaciągając placówki w kierunku na Cichostów, na Suchowolę i Wohyń. Nocne natarcie piechoty i czołgów Armii Czerwonej przy wsparciu artylerii przyniosły II batalionowi straty, który wycofał się za wieś w okolice dworu.    

### W bitwie pod Kockiem
Następną noc 30 września na 1 października pułk przemaszerował do wsi Krasew i Olszewnica. Następne dwie noce pułk spędził w marszu do lasu Horodzieżka, po osiągnięciu lasu I batalion zajął rejon naprzeciw Woli Gułowskiej, a II batalion pozostał w głębi lasu jako odwód. Po odpoczynku nocą 3/4 października 182 pp przegrupował się do lasów koło stacji Krzywda nocą 4/5 października. Z uwagi na przeprowadzone natarcie niemieckiej 13 Dywizji Zmotoryzowanej na pozycje polskiej 50 DP „Brzoza” i wyparcie jej oddziałów z Adamowa i uwikłanie w walki o las Hordzieżka oraz zatrzymanie natarcia oddziałów Dywizji Kawalerii „Zaza” na Wolę Gułowską. Niezbędne było wykonanie natarcia siłami 60 DP „Kobryń”, w tym celu 182 pp wzmocniony I batalionem 184 pp został wyznaczony do natarcia na Wolę Gułowską. W I rzucie natarcia pułku z rejonu majątku Lipiny nacierał I batalion pułku na prawo od niego II batalion, na lewo przydzielony batalion 184 pp, w II rzucie natarcia nacierał III batalion (marynarski). Przy wsparciu artylerii dywizyjnej o godz. 8.00 5 października wyruszyło natarcie pułku, po przejściu wsi Helenówka natarcie dostało się niemiecką zaporę artyleryjską i zaległo. Jedynie powodzenie osiągnął wprowadzony do natarcia III batalion marynarzy, który zdobył pobliski las, gdzie przeszedł do pościgu za uchodzącym wrogiem. Następnie na przedmieściach Woli Gułowskiej zatrzymane zostało ogniem broni maszynowej, po godzinie 16.00 kompanie pierwszorzutowych batalionów wycofały się na poza zasięg bezpośredniego ostrzału. Amunicja była na wyczerpaniu. 6 października 182 pułk piechoty część broni zakopał, a pozostałe uzbrojenie złożył w Adamowie i został wzięty do niewoli.   

## Obsada personalna 182 pp
dowództwo
- dowódca pułku – ppłk Franciszek Mieczysław Targowski[10].
- I adiutant pułku – kpt. Bolesław Baraniecki
- II adiutant pułku – por. rez. Wacław Kruk–Rutkowski
- kwatermistrz – mjr Edward Pach
- dowódca plutonu sztabowego – ppor. Władysław Włodzimierz Włodarz

I batalion
- dowódca I batalionu – mjr Tadeusz Bandoła
- adiutant batalionu – ppor. rez. Janusz Szaniawski
- dowódca plutonu łączności – ppor. Marceli Liwski
- dowódca 1 kompanii strzeleckiej – kpt. Jan Pawłowski
- dowódca 2 kompanii strzeleckiej – por. Stanisław Olszak
- dowódca 3 kompanii strzeleckiej – por. Józef Kucharczyk
- dowódca 1 kompanii ckm – por. Marian Kamiński

II batalion
- dowódca II batalionu – kpt. Roman Samoszuk
- adiutant batalionu – por. rez. Piotr Jacuński
- dowódca 4 kompanii strzeleckiej – por. Leon Mierczyński
- dowódca 5 kompanii strzeleckiej – por. Ferdynand Trojnicki
- dowódca 6 kompanii strzeleckiej – por. Roman Goldman
- dowódca 2 kompanii ckm – kpt. Eugeniusz Czaputowicz

III batalion (dołączony do pułku 29 IX 1939)
- dowódca III batalionu – kmdr. ppor. Stefan Kamiński
- dowódca 1 kompanii marynarskiej – kpt. Jerzy Wojciechowski
- dowódca 2 kompanii marynarskiej – kpt. mar. Lucjan Marian Rabenda
- dowódca 3 kompanii marynarskiej – kpt. Jan Lipecki

Pododdziały specjalne
- dowódca plutonu pionierów – ppor. Olesiak
- dowódca plutonu artylerii – ppor. rez. Stanisław Żarski
- dowódca plutonu konnych zwiadowców – ppor. Grysiewicz
- dowódca plutonu kolarzy – ppor. rez. Zygmunt Taras
- dowódca plutonu łączności – por. rez. Lubomir Malinowski